# فردریک اسلی رابرتز، ارل رابرتز اول
فردریک اسلی رابرتز، ارل رابرتز اول (انگلیسی: Frederick Roberts, 1st Earl Roberts; ۳۰ سپتامبر ۱۸۳۲ – ۱۴ نوامبر ۱۹۱۴) فرد نظامی اهل پادشاهی متحد بریتانیای کبیر و ایرلند بود. وی همچنین برندهٔ جوایزی همچون نشان بند جوراب و صلیب ویکتوریا شده‌است.